# Zakarias Wang
Zakarias Wang (født 23. august 1940 i Kaldbak, død 30. april 2025 i Hoyvík) var en færøsk lektor, forfatter og politiker.
Han havde studentereksamen fra 1958, kandidatgrad i statskundskab fra Aarhus Universitet fra 1965 og tog praktisk pædagogikum ved Viborg Katedralskole fra 1971. Han havde også studeret blandt andet islandsk og grønlandsk. Wang var omrejsende lærer i Norðradalur og Syðradalur på Streymoy 1958–1959 og lektor i samfundsfag ved Føroya Studentaskúli og HF-skeið fra 1967. Han drev galleri og forlagsvirksomhed.
Han var tilhænger af færøsk løsrivelse fra Danmark og modstander af EU-medlemskab, og forfattede flere publikationer om disse emner. Wang var medlem af kommunalbestyrelsen i Tórshavnar uttanbíggja kommuna for Hoyvík 1977–1978 og i Tórshavnar kommuna for Tjóðveldisflokkurin 1981–1988. Wang indsamlede tilstrækkeligt af underskrifter for at opstille en valgliste på Færøerne ved folketingsvalget 2015. Wang har tidligere været kandidat ved folketingsvalg for partiuafhængige lister i 1971 og 1977, for Frælsisfylkingin i 1994 og for Tjóðveldisflokkurin i 2001.
I august 2015 blev det offentliggjort, at Wang stillede op til Lagtingsvalget 2015 for Nýtt Sjálvstýri. Dette gjorde han, efter at have meldt sig ud af Tjóðveldi, hvor han havde været medlem i 48 år. Han udtalte til in.fo, at han ikke havde samvittighed til at være medlem længere i Tjóðveldi, fordi partiet tog imod økonomisk fra Danmark i form af støtte til at føre valgkamp, ligesom alle andre partier som har stillet op til folketingsvalg. En meningsmåling nogle få dage før, havde vist, at Nýtt Sjálvstýri ikke ville nå over spærregrænsen. Wang fik 345 stemmer ved folketingsvalget 2015, mens Nýtt Sjálvstýri fik 403. Wang sagde, at hvis han kunne hjælpe partiet med nogle få stemmer, som ville gøre forskellen mellem at få et mandat i Lagtinget eller at ryge ud af Lagtinget, så ville han gerne hjælpe med de stemmer som han kunne få.
Wang blev tildelt M.A. Jacobsens Heiðursløn for faglitteratur i 2000.

## Familie
Zacharias Wang var søn af Poul, bonde, f. 1908, d. 2004, og Elsebeth Christina, f. 1915. Faderens forældre var Sakaris í Soylgørðum og Marin Mohr fra Heiman av Garði i Hoyvík. Moderens forældre var Hans Simonsen fra bydelen Uttan fyri Garðar i Hoyvík og Sanna Joensen, fra Innistovu i Mykines. Zakarias var næstældst af fem søskende, de andre er Eyðun, Sølvá, Hanus og Mourits. Han var gift med Margit Svarrer, tandlæge i Tórshavn, som var født i Esbjerg og opvokset i Bylderup Bov tæt ved grænsen til Tyskland. De havde to døtre: Ulla, f. 1966 og Elin, f. 1970.